# Rike
Rike (gruz. რიყე) – wieś w Gruzji, w regionie Megrelia-Górna Swanetia, w gminie Zugdidi. W 2014 roku liczyła 1552 mieszkańców.

## Urodzeni
- Muchran Gogia